# Vesting Boden

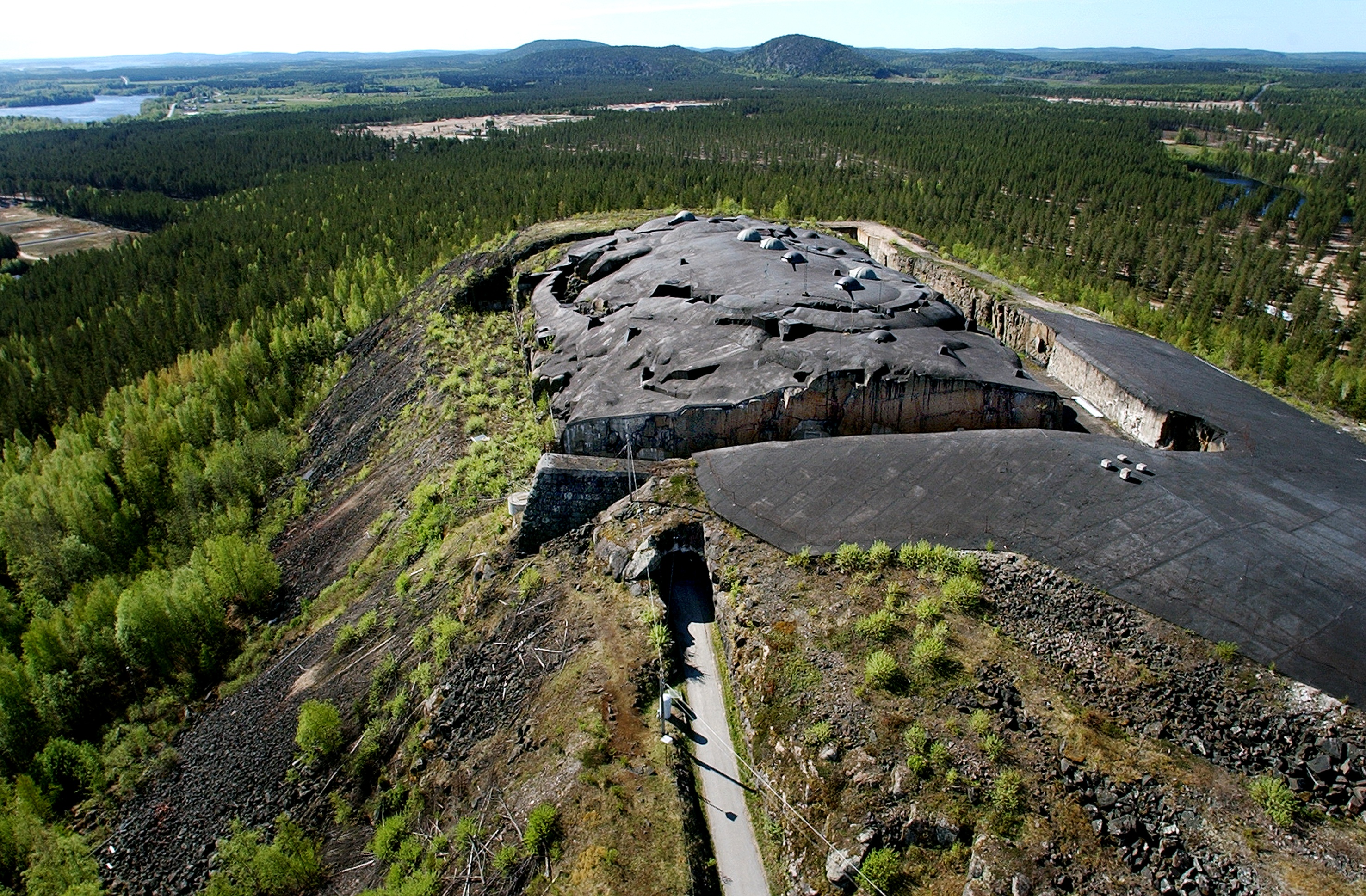
Rodberget van boven gezien

Vesting Boden (Zweeds: Bodens Fästning) ligt in het noorden van Zweden bij de gemeente Boden in de provincie Norrbotten.

## Inleiding
Tot laat in de 19e eeuw was er weinig militair belang bij Norrland. Het ruwe terrein en ongunstige klimatologische omstandigheden maakten een buitenlandse invasie onrealistisch. Vanwege de ontdekking van rijke ijzerertslagen in Kiruna en de ontwikkeling van het Zweedse spoorwegnet, met name de ertslijn tussen Luleå en Narvik veranderde het economische en militaire belang. Rond 1890 stelde de Zweedse generale staf voor om een vesting voor de verdediging van Norrland te bouwen. Daar waar belangrijke spoorwegen bij elkaar kwamen leek op een geschikte plaats. De nieuwe vesting lag op ongeveer 150 kilometer van de Russische grens, Finland was Russische gebied, en 30 kilometer van de Zweedse kust.

## Bouw
In 1901 werd de bouw van de vesting begonnen. In een straal van 25 kilometer rondom Boden werden vijf grote forten, Degerberget, Mjösjöberget, Gammelängsberget, Södra Åberget en Rödberget, gebouwd en acht batterij posities. Deze laatsten lagen tussen de forten en boden bescherming op de flanken en dekten het terrein waar de forten geen bereik hadden. De forten liggen in de rotsen. Ze zijn deels omgeven door een caponnière. De aanvaller kwam terecht in een droge gracht tussen twee caponnières en had nauwelijks een overlevingskans. Rond 1908 waren de grootste werken klaar, maar diverse kleinere werken werden pas tegen het uitbreken van de Eerste Wereldoorlog gecompleteerd.

## Forten

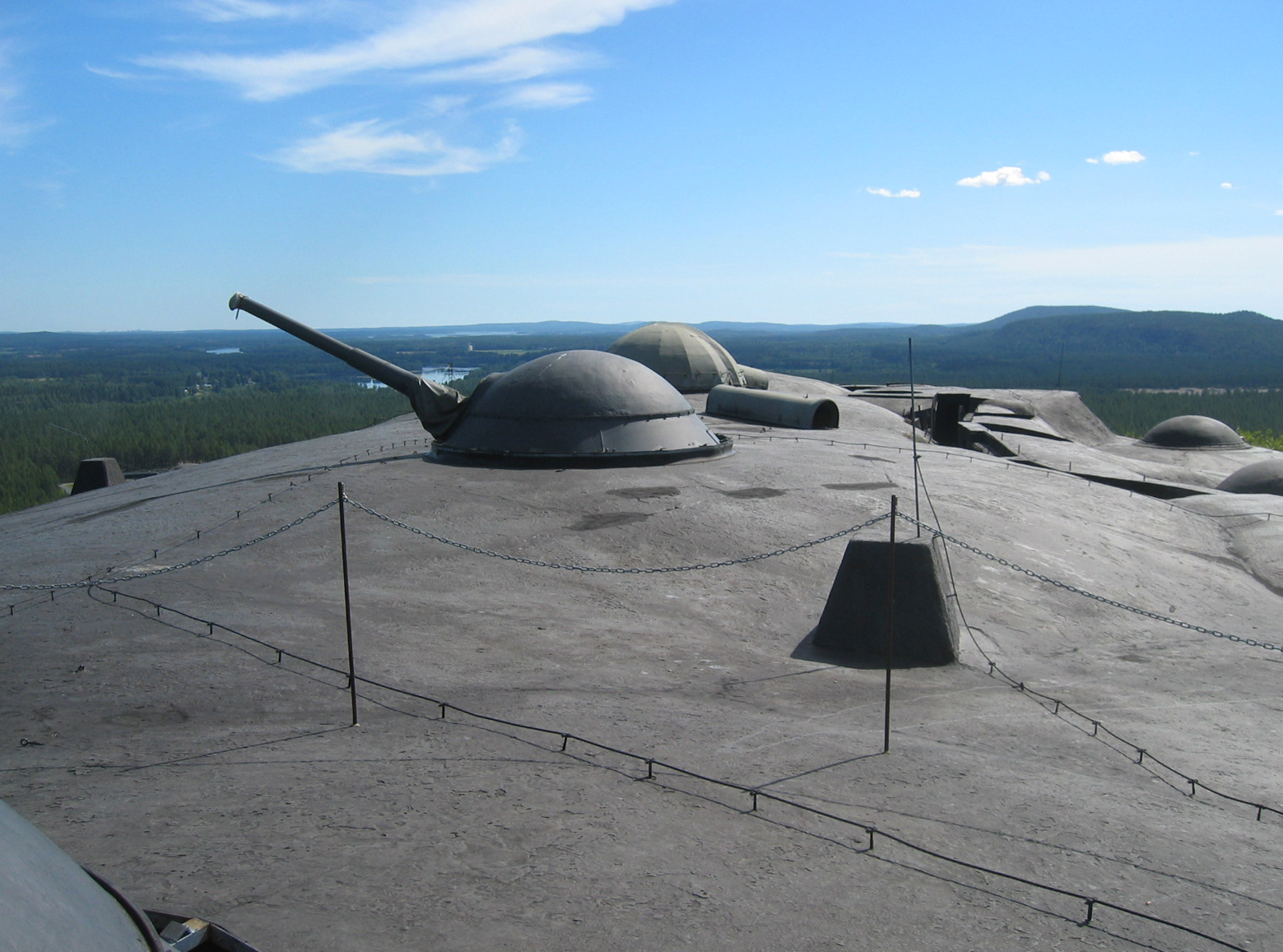
Twee van de vier pantserkoepels voor de 12cm-kanonnen op het dak van Rödbergfortet

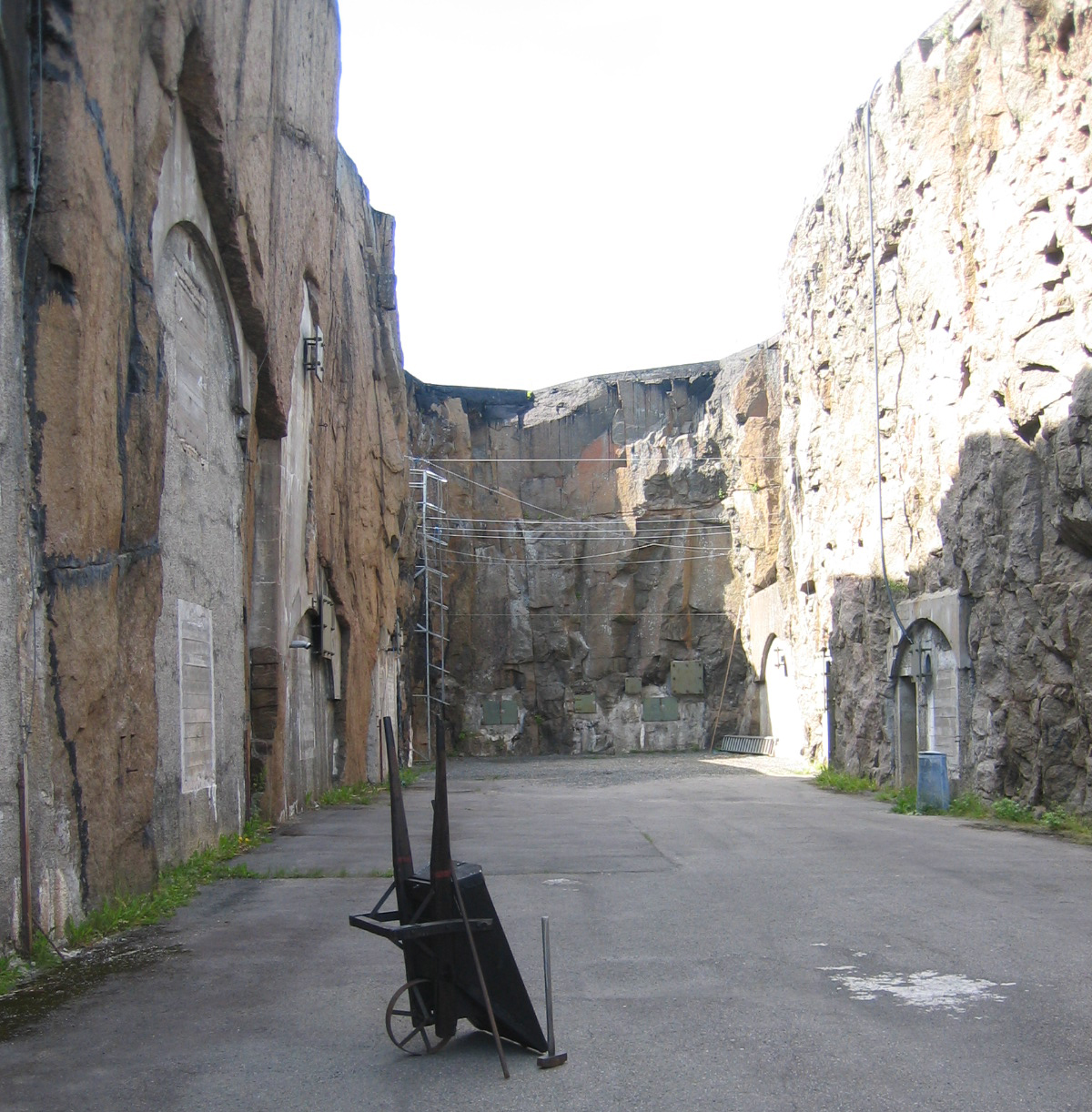
Caponnière Rödbergfortet

### Rödberget
Dit fort werd ten zuiden van de stad gebouwd, aan de westkant van de Lulerivier in de periode 1903-1908. Het werd aanvankelijk uitgerust met vier 15cm-m/06-houwitsers en vier 8 inch-m/94/04-kanonnen. Al deze acht stukken waren geplaatst in pantserkoepels. Verder waren er acht 6 inch-m/07-kanonnen. Het fort telde een bemanning van ongeveer 250 artilleristen en 161 infanteristen. Aan drie zijden van het fort was een caponnière door rosten te verwijderen. Indien de vijand het fort dicht had benaderd, kwam deze terecht in de droge gracht. Deze werd verdedigd met kleine kanonnen en machinegeweren. Het fort werd in de 70'er jaren gemoderniseerd waarbij de 15cm-houwitsers werden vervangen door moderne 12cm-m/24-kanonnen.

### Södra Åberget
Dit fort werd ook ten zuiden van de stad gebouwd, aan de oostelijke kant van de rivier de Lule. Met de bouw werd in 1902 gestart en acht jaar later was het gereed. Het was initieel uitgerust met vier 12 inchkanonnen, vier 8 inchkanonnen type m/94-04 en vier 6 inchkanonnen type m/07.

### Gammelängsberget
Dit fort lag ten oosten van de stad en werd gebouwd tussen 1900 en 1908. Het was uitgerust met vier 12 inch-m/99-kanonnen in geschutskoepels, vier 8 inch-m94/04-kanonnen en acht 6 inchkanonnen type m/07. Bigin 50'er jaren zijn de 8 inchkanonnen vervangen door moderne exemplaren van het type m/47. Het fort werd in 1992 gesloten.

### Mjösjöberget
Het fort staat ten noordoosten van de stad en is gebouwd in de periode 1900-1908. Het werd min of meer vergelijkbaar uitgerust als het fort Rödberget. Hier is de bewapening niet gemoderniseerd en het fort heeft nog de oude 15cm-houwitsers. Het werd in 1979, als een van de eerste, buiten gebruik gesteld. De kanonnen zijn niet verwijderd.

### Degerberget
Het fort werd gebouwd ten noordwesten van de stad. De bouwperiode was eveneens tussen 1900 en 1908. Het was uitgerust met vier 12 inch-m/99-kanonnen, vier 8 inchkanonnen type m/94-04 in geschutskoepels en acht 6 inchkanonnen m/07. Vanaf Degerberget heeft de bezoeker een mooi uitzicht over de stad en omgeving. Het fort werd tussen 1941 en 1982 gebruikt voor de opslag van een deel van de Zweedse goudreserves. In 1992 werd het fort militair buiten gebruik gesteld.

## Buiten gebruik
Na de Tweede Wereldoorlog verloren de forten hun militair strategische waarde. De ontwikkeling van nieuw wapens, en met name de luchtmacht, lagen hieraan ten grondslag. Delen van de forten werden ontmanteld. De laatste van de vijf grote forten werd in 1998 buiten dienst gesteld.